# Cathédrale du Sacré-Cœur de Fairbanks
Cette  cathédrale n’est pas la seule cathédrale du Sacré-Cœur.
La cathédrale du Sacré-Cœur de Fairbanks (en anglais : Sacred Heart Cathedral) est une cathédrale de l'Église catholique située à Fairbanks, dans l'État d'Alaska, aux États-Unis. Elle est l'église-mère du diocèse de Fairbanks et constitue le siège de l'évêque de ce diocèse. Elle est située au 2501 Airport Way, près du centre-ville de Fairbanks.

## Histoire
Avant la construction du Sacré-Cœur, l'église de l'Immaculée-Conception du centre-ville de Fairbanks servait de cathédrale pour le diocèse. Le sol a été creusé pour la cathédrale du Sacré-Cœur en 1962 sur une étendue à l'intersection de la route de l'aéroport international de Fairbanks (Airport Road) et la Peger Road. Quelques années auparavant, cette zone n'était qu'une étendue sauvage, avant la construction de quartiers résidentiels et du Pioneer Park (en) au nord de la cathédrale. La vitesse du chantier évoluait en fonction des disponibilités en fonds. La première messe a été célébrée le 3 avril 1966, jour du dimanche des Rameaux, et la cathédrale a été sacrée par l'évêque Francis Doyle Gleeson (en).
Les jésuites ont servi la paroisse jusqu'en 1986, lorsque les prêtres du diocèse ont commené à exercer ce rôle. Le rattachement de l'Airport Road à l'Airport Way durant les années 1970 ont fait que la façade nord de la cathédrale s'est retrouvée très proche de la route, augmentant ainsi l'importance architecturale de l'édifice vis-à-vis du trafic routier. La Peger Road a été étendue à plusieurs reprises, donc la cathédrale n'est pas proéminente le long de cette route.
Le terrain sur lequel la cathédrale est située comporte également les bureaux du diocèse, un presbytère, un bâtiment des Chevaliers de Colomb, des résidences pour les prêtres, ainsi qu'un bâtiment technique.